# 志布志市
志布志市（しぶしし）は、鹿児島県の東部に位置する市。2006年1月1日、曽於郡の志布志町・有明町・松山町が合併し成立した。
「志布志」の地名はこの地を訪れた天智天皇が「志」篤き里人に感激し命名したという伝承がある。市の南部は志布志湾に面し、国の中核国際港湾である志布志港が整備されている。志布志港からは国内外へ複数の航路が設けられており、南九州地域での重要な役割を担っている。

## 地理

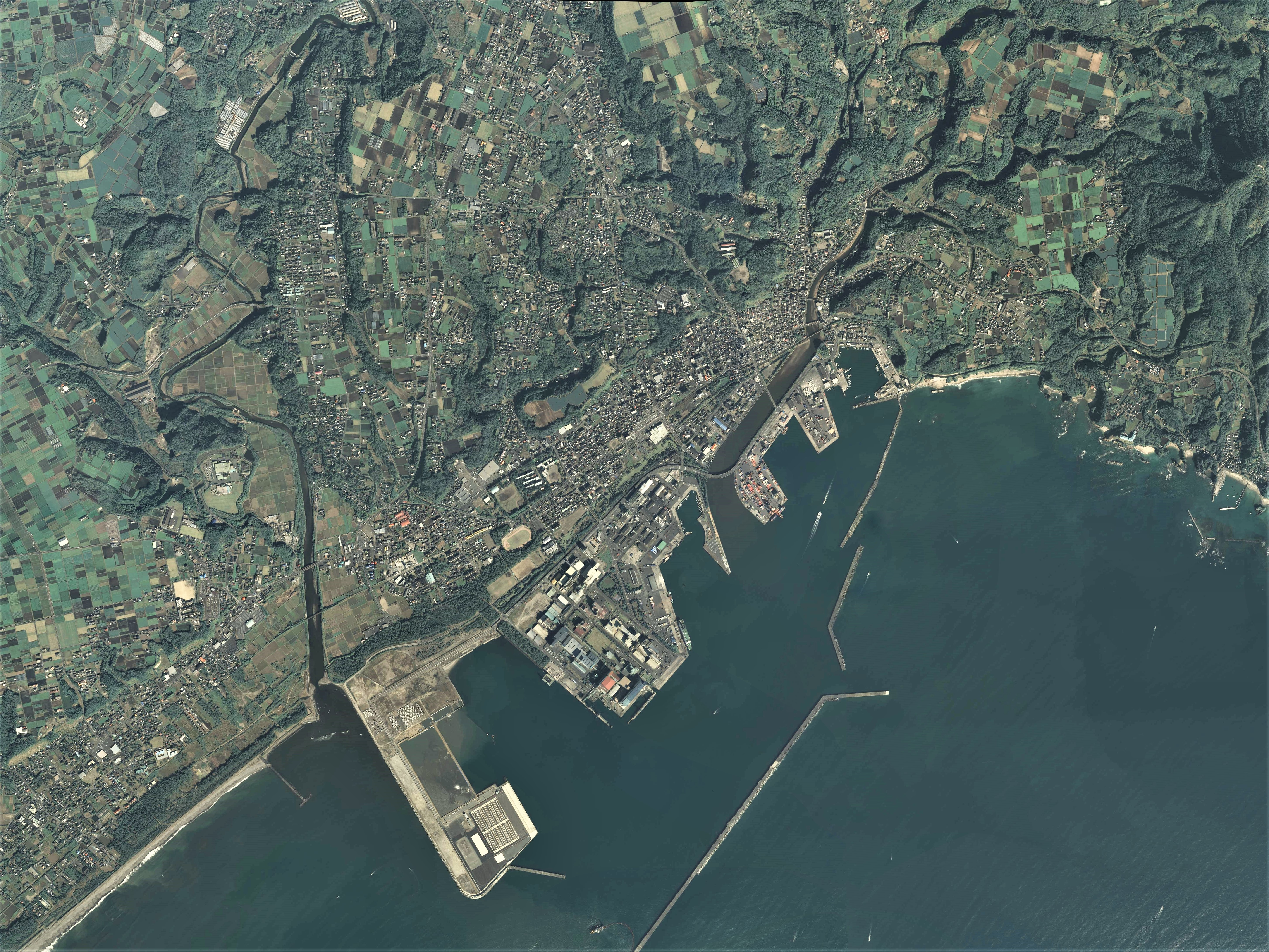
志布志市中心部周辺の空中写真。
2008年11月13日撮影の8枚を合成作成。。

鹿児島県の東部、大隅半島の付け根の部分にあり宮崎県と接する。市域の南側は志布志湾に面している。
今後発生が予見されている南海トラフ巨大地震の際には、市内の海岸に最大6mの津波が到達することが予想されている。
- 山：笠祇岳・御在所岳
- 川：安楽川・菱田川
- 島嶼：枇榔島

### 気候
| 志布志（1991年 - 2020年）の気候    | 志布志（1991年 - 2020年）の気候 | 志布志（1991年 - 2020年）の気候 | 志布志（1991年 - 2020年）の気候 | 志布志（1991年 - 2020年）の気候 | 志布志（1991年 - 2020年）の気候 | 志布志（1991年 - 2020年）の気候 | 志布志（1991年 - 2020年）の気候 | 志布志（1991年 - 2020年）の気候 | 志布志（1991年 - 2020年）の気候 | 志布志（1991年 - 2020年）の気候 | 志布志（1991年 - 2020年）の気候 | 志布志（1991年 - 2020年）の気候 | 志布志（1991年 - 2020年）の気候 |
| 月                                 | 1月                             | 2月                             | 3月                             | 4月                             | 5月                             | 6月                             | 7月                             | 8月                             | 9月                             | 10月                            | 11月                            | 12月                            | 年                              |
| ---------------------------------- | ------------------------------- | ------------------------------- | ------------------------------- | ------------------------------- | ------------------------------- | ------------------------------- | ------------------------------- | ------------------------------- | ------------------------------- | ------------------------------- | ------------------------------- | ------------------------------- | ------------------------------- |
| 最高気温記録 °C （°F）             | 23.9 (75)                       | 25.1 (77.2)                     | 27.4 (81.3)                     | 29.7 (85.5)                     | 31.7 (89.1)                     | 33.4 (92.1)                     | 36.5 (97.7)                     | 36.7 (98.1)                     | 35.7 (96.3)                     | 32.5 (90.5)                     | 29.4 (84.9)                     | 25.5 (77.9)                     | 36.7 (98.1)                     |
| 平均最高気温 °C （°F）             | 13.5 (56.3)                     | 14.8 (58.6)                     | 17.6 (63.7)                     | 21.7 (71.1)                     | 25.0 (77)                       | 26.6 (79.9)                     | 30.8 (87.4)                     | 31.6 (88.9)                     | 29.4 (84.9)                     | 25.3 (77.5)                     | 20.4 (68.7)                     | 15.4 (59.7)                     | 22.7 (72.9)                     |
| 日平均気温 °C （°F）               | 7.2 (45)                        | 8.5 (47.3)                      | 11.6 (52.9)                     | 15.8 (60.4)                     | 19.5 (67.1)                     | 22.5 (72.5)                     | 26.3 (79.3)                     | 26.7 (80.1)                     | 24.2 (75.6)                     | 19.4 (66.9)                     | 14.2 (57.6)                     | 9.1 (48.4)                      | 17.1 (62.8)                     |
| 平均最低気温 °C （°F）             | 2.2 (36)                        | 3.3 (37.9)                      | 6.3 (43.3)                      | 10.5 (50.9)                     | 14.9 (58.8)                     | 19.3 (66.7)                     | 23.0 (73.4)                     | 23.4 (74.1)                     | 20.6 (69.1)                     | 15.0 (59)                       | 9.4 (48.9)                      | 4.0 (39.2)                      | 12.7 (54.9)                     |
| 最低気温記録 °C （°F）             | −6.8 (19.8)                     | −6.9 (19.6)                     | −4.0 (24.8)                     | −0.2 (31.6)                     | 5.5 (41.9)                      | 11.3 (52.3)                     | 15.4 (59.7)                     | 17.0 (62.6)                     | 10.3 (50.5)                     | 3.2 (37.8)                      | −1.7 (28.9)                     | −4.9 (23.2)                     | −6.9 (19.6)                     |
| 降水量 mm （inch）                 | 72.5 (2.854)                    | 112.3 (4.421)                   | 171.0 (6.732)                   | 191.9 (7.555)                   | 218.0 (8.583)                   | 556.4 (21.906)                  | 365.5 (14.39)                   | 225.3 (8.87)                    | 254.5 (10.02)                   | 134.7 (5.303)                   | 111.5 (4.39)                    | 78.9 (3.106)                    | 2,457.9 (96.768)                |
| 平均降水日数 （≥1.0 mm）           | 7.3                             | 8.5                             | 12.0                            | 10.5                            | 10.4                            | 16.7                            | 11.7                            | 11.7                            | 11.1                            | 7.9                             | 8.0                             | 6.6                             | 122.4                           |
| 平均月間日照時間                   | 170.7                           | 158.2                           | 178.2                           | 186.0                           | 183.1                           | 109.5                           | 198.6                           | 224.5                           | 174.7                           | 181.6                           | 165.1                           | 168.7                           | 2,102.1                         |
| 出典1：Japan Meteorological Agency |                                 |                                 |                                 |                                 |                                 |                                 |                                 |                                 |                                 |                                 |                                 |                                 |                                 |
| 出典2：気象庁                      |                                 |                                 |                                 |                                 |                                 |                                 |                                 |                                 |                                 |                                 |                                 |                                 |                                 |

### 隣接している自治体
- 鹿児島県
  - 曽於市
  - 曽於郡大崎町
- 宮崎県
  - 都城市
  - 串間市

### 地名
合併前の旧町名を大字の前に冠している。
志布志町
- 安楽
- 内之倉
- 志布志

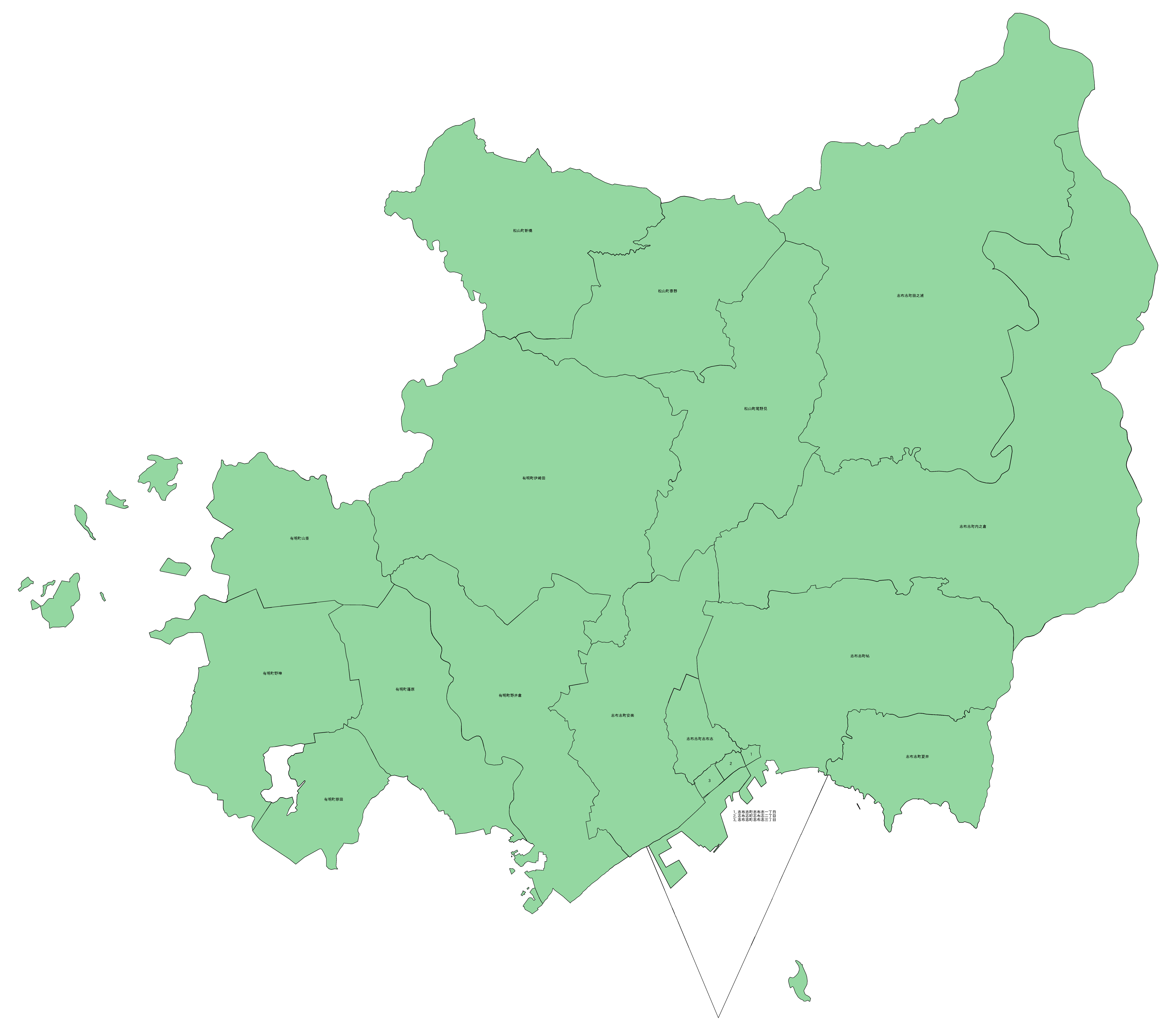
志布志市地図

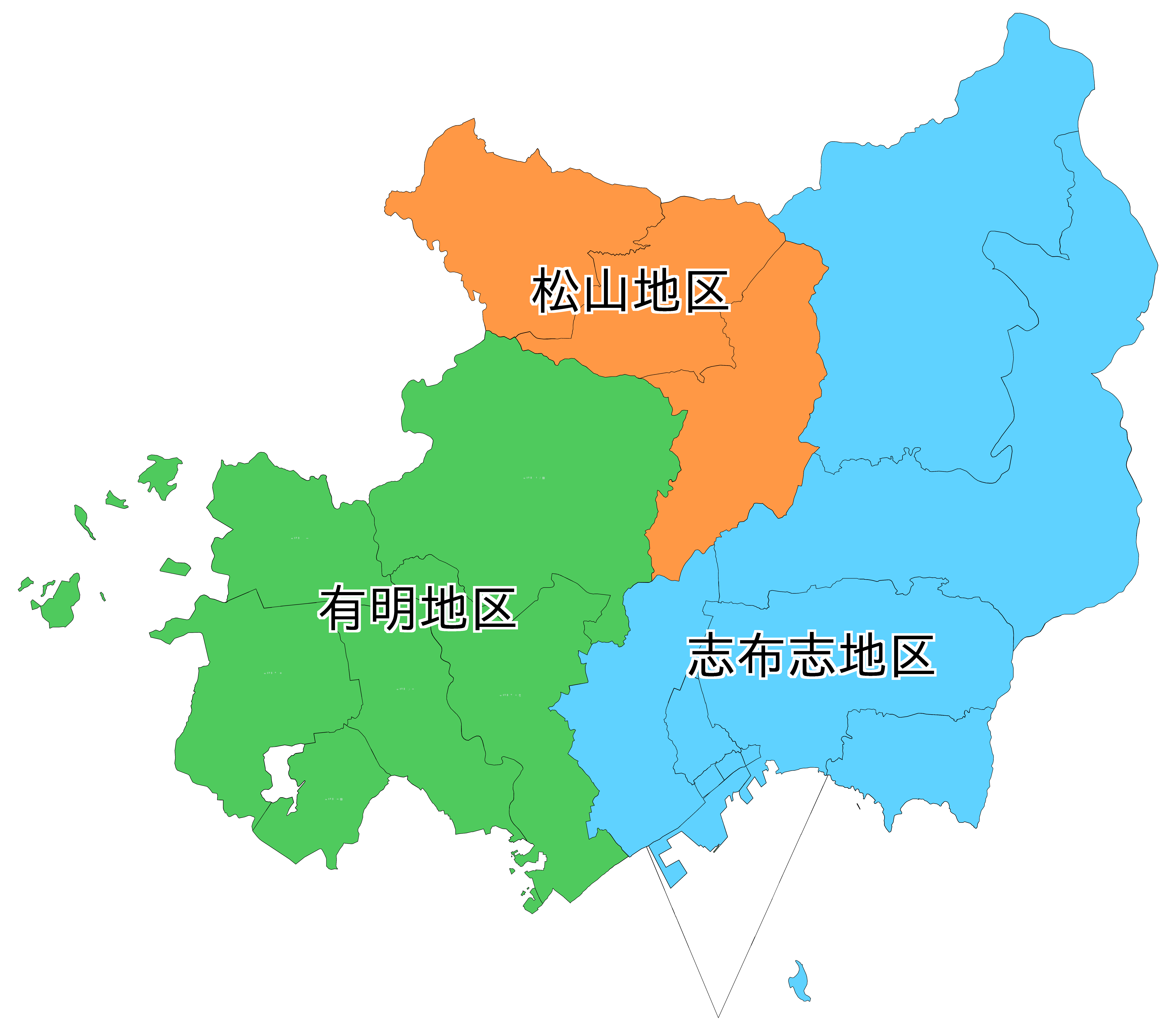
地域区分

- 志布志一丁目 - 1997年（平成9年）2月17日大字志布志字西町、仲町、東町の区域を合併し、字の区域の新設[5]及び住居表示実施。
- 志布志二丁目 - 1997年（平成9年）2月17日大字志布志字大黒町、下小西、上小西、大西の一部を合併し字の区域の新設及び住居表示実施。
- 志布志三丁目 - 1997年（平成9年）2月17日大字志布志字大西の大部分の区域から字の区域を新設し住居表示実施。
- 田之浦
- 帖
- 夏井

有明町
- 伊崎田
- 野井倉
- 野神
- 原田
- 蓬原
- 山重 - 旧野方村。野方村時代は大字なし

松山町
- 尾野見
- 新橋
- 泰野

## 歴史
現在の志布志市域は廃藩置県まで日向国諸県郡に属していた。中世は隣接する大崎町域と共に救仁院を構成していた（明治の南諸県郡＝中世の救仁院）。
志布志は古くから海を糧に栄え、平安時代末期に開かれた大隅・薩摩・日向に誇る広大な荘園・島津荘の唯一の水門（港）として発展し、江戸時代には薩摩藩の直轄領となり、現在の市域に志布志・松山の外城（1784年以降は「郷」）がそれぞれ設置された。海上交易が盛んになった江戸時代には内外交易でひらけ、「志布志千軒の町」とうたわれるほどの町並みを形成し活況を呈していた。調所広郷が弘化3年7月27日には志布志郷地頭となり、死去するまで兼職する。
当時の区域は以下の通り。
- 志布志郷 - 旧志布志町・旧有明町（山重を除く）および曽於市大隅町月野
- 松山郷 - 旧松山町

※有明町山重は大崎郷野方村の一部。
外城ごとには郷士の居住する「麓集落」がおかれ、志布志郷は志布志小学校周辺、松山郷は松山支所周辺に位置した。

### 近現代
旧日向国であった志布志市域では廃藩置県後複数回、所属県の変更が実施された。
- 1871年（明治4年）8月29日（新暦） - 廃藩置県に伴い鹿児島県に属す。
- 1871年（明治4年）12月25日（新暦） - 府県合併に伴い都城県に属す。
- 1873年（明治6年）1月15日 - 旧日向国域と区域を一致する宮崎県の設置に伴い宮崎県に属す。
- 1876年（明治9年）8月21日 - 鹿児島県が宮崎県を編入。再び鹿児島県に属す。
- 1883年（明治16年）5月9日 - 宮崎県を再設置。現在の志布志市域と大崎町は鹿児島県に残ったため、同年6月に諸県郡を南北に分割し南諸県郡が誕生。

#### 町村制施行後
1889年の町村制施行時に二郷はそれぞれ志布志村・松山村として発足。しかし志布志村は当時の自治体としては面積が広大であったため、1891年2月に東西に分割された。また、旧郷士の支配への反発から月野村が単独の自治体として独立した（月野村は昭和時代半ばに大隅町に編入、現在は曽於市の一部）。
この時点で志布志市発足前の3町域の各自治体（東志布志村・西志布志村・松山村）が成立した。3村は後にそれぞれ町制施行し、東志布志村が大正時代に志布志町、西志布志村と松山村は昭和時代第二次大戦後にそれぞれ有明町、松山町と改称された。
- 1889年（明治22年）4月1日 - 町村制施行により、現在の市域にあたる以下の村が発足。
  - 南諸県郡志布志村・松山村・大崎村（1891年に野方村となった地域の一部）
- 1891年（明治24年）2月 - 志布志村を東志布志村・西志布志村・月野村に分割。大崎村から野方村を分割。
- 1897年（明治30年）4月1日 - 郡制施行に伴う郡区画改正により、南諸県郡と東囎唹郡が統合され囎唹郡となる[6]。
- 1913年（大正2年）7月1日 - 東志布志村が町制施行、志布志町となる。県内では加治木町（現姶良市）、鹿屋町（現鹿屋市）に次いで3例目。
- 1955年（昭和30年）4月1日 - 西志布志村が野方村の山重小学校区を編入（野方村の他の地域は大崎町・大隅町に編入）。
- 1958年（昭和33年）4月1日
  - 西志布志村が町制施行し改称、有明町となる。町名は志布志湾の別名が有明湾であることに由来。
  - 松山村が町制施行、松山町となる。
- 2006年（平成18年）1月1日 - 曽於郡志布志町、有明町、松山町が合併し、志布志市が発足。同時に市章を制定する[7]。市政実施当初の志布志市役所本庁は旧・有明町役場に設置された。
- 2016年（平成28年）9月21日 - ふるさと納税PR動画 『うな子』（少女U→UNAKO、佐々木萌詠）が公開される[8][9][10]。
- 2021年（令和3年）1月1日 - 志布志市役所の本庁舎機能を市の市街地中心部にある志布志支所（旧・志布志町役場）に移転[1]。旧来の市役所本庁舎は有明支所に変更[11]。同月4日より本格業務を開始[12]。

## 行政

### 市長
- 市長：下平晴行（2018年2月12日就任、2期目[13]）
- 市発足から初代市長選出までは旧松山町長の上村環が市長職務執行者を務めた。

| 代     | 氏名     | 就任年月日    | 退任年月日    |
| ------ | -------- | ------------- | ------------- |
| 初-3代 | 本田修一 | 2006年2月12日 | 2018年2月11日 |
| 4-5代  | 下平晴行 | 2018年2月12日 | 現職          |

### 役所

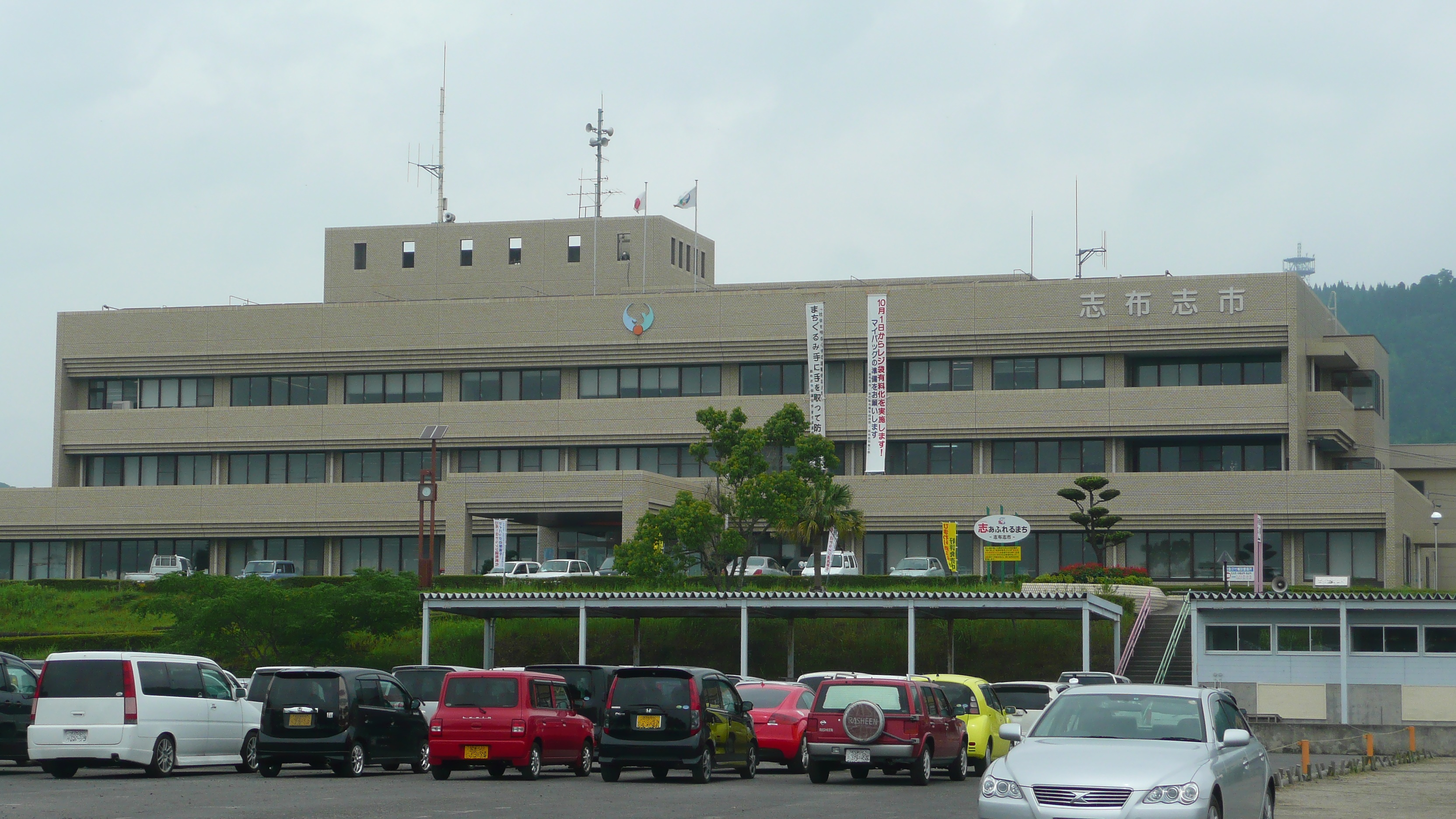
有明支所（2020年までは市役所本庁舎）

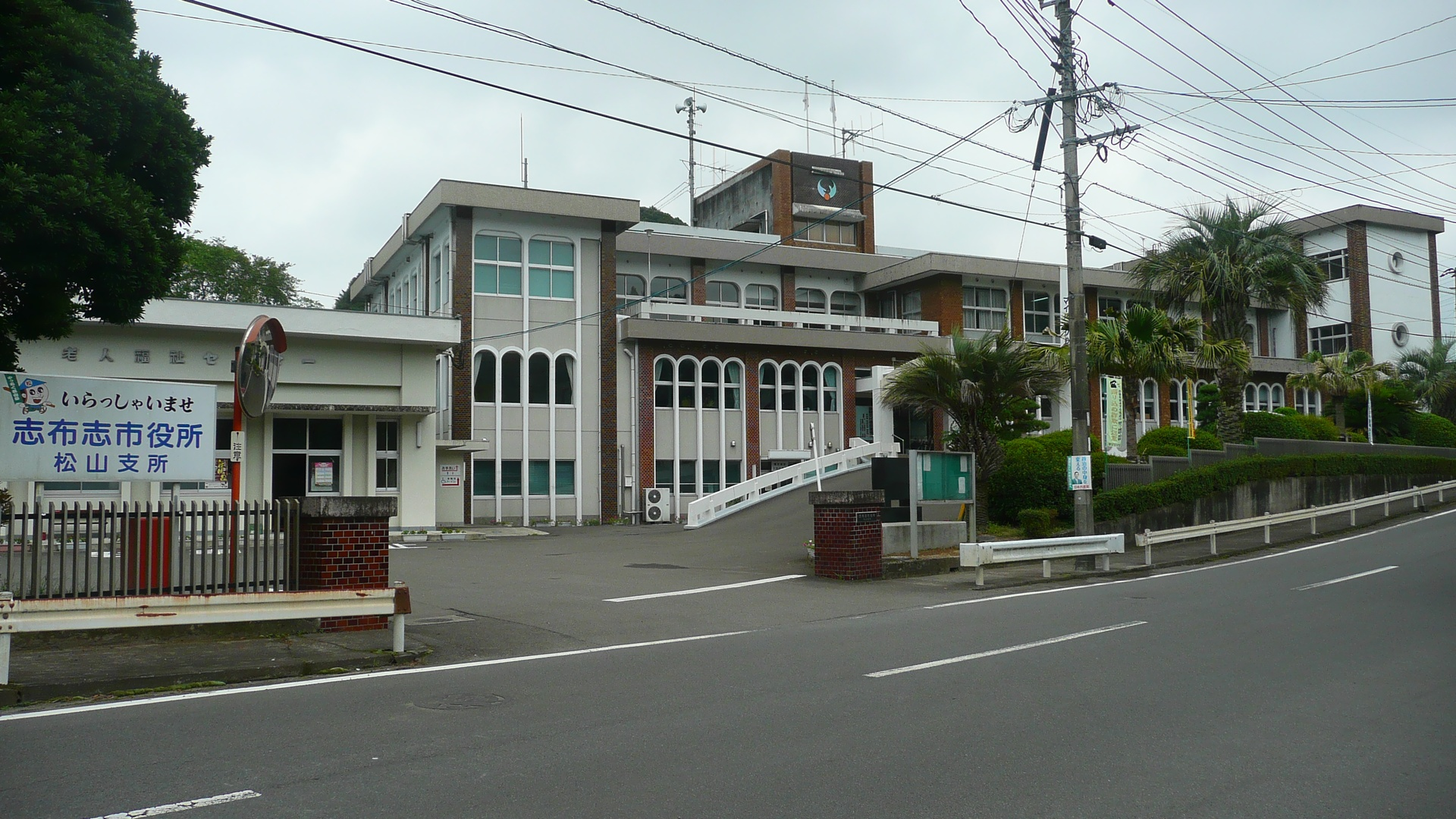
松山支所

- 志布志市役所本庁・志布志支所[11]　志布志市志布志町志布志二丁目1番1号 2021年より本庁兼支庁[1]。
- 志布志市役所有明支所[11]　志布志市有明町野井倉1756番地 2020年末まで本庁。
- 志布志市役所松山支所[11]　志布志市松山町新橋268番地

### 住所の表記
住所は志布志市の後に旧町の住所を合わせて表記する。すなわち、旧住所の「曽於郡」を「志布志市」に置き替える。
- 「表記例」＜旧＞曽於郡有明町野井倉1756番地　＜新＞志布志市有明町野井倉1756番地

なお単純に郡名を市名に置き換えるというこのルールのために、旧志布志町域内の志布志地区の住居表示には「志布志」が冗長とも取れるほど繰り返し現れることとなった。

### 県の行政機関

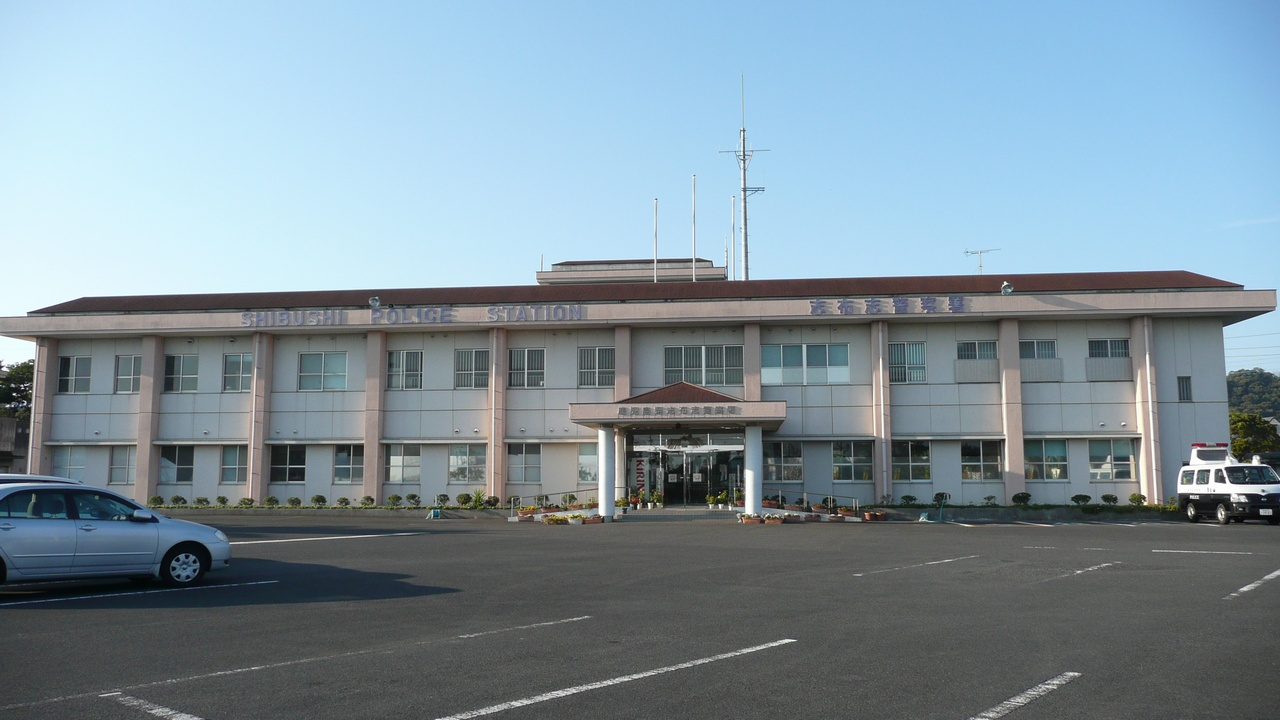
志布志警察署

- 鹿児島県警察：志布志警察署
- 大隅地域振興局志布志市駐在
- 志布志保健所

### 国の行政機関
- 九州地方整備局志布志港湾事務所

## 金融機関
銀行
- 鹿児島銀行（志布志支店）
- 南日本銀行（志布志支店）
- 宮崎銀行（志布志支店）

信用金庫
- 鹿児島相互信用金庫（志布志支店）
- 鹿児島信用金庫（志布志支店）
- 九州労働金庫（志布志支店）

信用組合
- 鹿児島興業信用組合（志布志支店）
- そお鹿児島農業協同組合
- あおぞら農業協同組合

## 経済

### 産業

#### 特産品
- いちご
- メロン
- 茶
- 芋焼酎 若潮酒造「白若潮」「黒若潮」「千亀女」シリーズなど。
- うなぎ
- 食肉（牛肉、豚肉）
- トラガニ
- はも

### 主要小売店
スーパー
・サンキュー西志布志店
・エーコープあおぞら店
・コープかごしましぶし店
ホームセンター
- ニシムタ志布志店
- ホームプラザナフコ志布志店

薬局
- ドラッグイレブン志布志店
- スーパードラッグコスモス志布志店

コンビニエンスストア
- ローソン
  - 志布志安楽店
- ファミリーマート
  - 有明野神店
  - 志布志安楽店
  - 志布志みかえり店
  - 志布志有明店
  - 志布志二丁目店
- セブン-イレブン
  - 有明町伊崎田店
  - 有明町野神店
  - 志布志町安楽店
  - 志布志町大原店
  - 志布志３丁目店
- アイショップ
  - JA有明西部店

ショッピングモール
- サンポートしぶしアピア

専門店・その他
- ファッションセンターしまむら志布志店
- ケーズデンキ志布志店

不動産
- 小倉ホーム

## 地域

### 人口
| |                                          |  |
| 志布志市と全国の年齢別人口分布（2005年） | 志布志市の年齢・男女別人口分布（2005年） |  |
| ■紫色 ― 志布志市 ■緑色 ― 日本全国 | ■青色 ― 男性 ■赤色 ― 女性                |  |
| 志布志市（に相当する地域）の人口の推移 \| 1970年（昭和45年） \| 40,812人 \| \| \| 1975年（昭和50年） \| 37,930人 \| \| \| 1980年（昭和55年） \| 38,404人 \| \| \| 1985年（昭和60年） \| 38,387人 \| \| \| 1990年（平成2年） \| 37,316人 \| \| \| 1995年（平成7年） \| 36,694人 \| \| \| 2000年（平成12年） \| 35,966人 \| \| \| 2005年（平成17年） \| 34,770人 \| \| \| 2010年（平成22年） \| 33,034人 \| \| \| 2015年（平成27年） \| 31,479人 \| \| \| 2020年（令和2年） \| 29,329人 \| \| |                                          |  |
| 総務省統計局 国勢調査より |                                          |  |
| 1970年（昭和45年） | 40,812人                                 |  |
| 1975年（昭和50年） | 37,930人                                 |  |
| 1980年（昭和55年） | 38,404人                                 |  |
| 1985年（昭和60年） | 38,387人                                 |  |
| 1990年（平成2年） | 37,316人                                 |  |
| 1995年（平成7年） | 36,694人                                 |  |
| 2000年（平成12年） | 35,966人                                 |  |
| 2005年（平成17年） | 34,770人                                 |  |
| 2010年（平成22年） | 33,034人                                 |  |
| 2015年（平成27年） | 31,479人                                 |  |
| 2020年（令和2年） | 29,329人                                 |  |

### 教育

#### 高等学校
- 鹿児島県立志布志高等学校
- 学校法人川島学園尚志館高等学校

#### 中学校
- 志布志市立志布志中学校
- 志布志市立松山中学校
- 志布志市立有明中学校
- 志布志市立宇都中学校
- 志布志市立伊崎田中学校

#### 小学校
| - 志布志市立志布志小学校 - 志布志市立香月小学校 - 志布志市立潤ケ野小学校 - 志布志市立安楽小学校 - 志布志市立田之浦小学校 - 志布志市立森山小学校 - 志布志市立松山小学校 | - 志布志市立泰野小学校 - 志布志市立尾野見小学校 - 志布志市立有明小学校 - 志布志市立伊崎田小学校 - 志布志市立蓬原小学校 - 志布志市立野神小学校 - 志布志市立通山小学校 - 志布志市立原田小学校 - 志布志市立山重小学校 |

## 交通
最寄り空港は鹿児島空港で、車で（東九州道曽於弥五郎ICより）1時間強。宮崎空港へは約2時間の距離にある。

### 鉄道
- 九州旅客鉄道（JR九州）
  - 日南線
    - 大隅夏井駅 - 志布志駅

中心駅は志布志駅であるが、1987年に接続していた志布志線、大隅線が廃線となった後、ホーム1面のみの無人駅となった。日南線は志布志駅から宮崎市方面に至る、宮崎県南部を縦断する路線である。そのため、鉄道で鹿児島県内の他市町村へ行く場合は、必ず宮崎県を通らなければならない。

### バス路線

#### 一般路線バス
旧志布志町の志布志バス停を拠点として運転されている。
- 鹿児島交通
  - 垂水市～鹿屋市～東串良町～大崎町～志布志　
    - 垂水～志布志港入口間は1時間1本程度運転されており、志布志市内で最も運転頻度が高い。

  - 大崎町野上～旧有明町～志布志
  - 鹿屋市～肝付町～東串良町～大崎町～志布志　
  - 都城市～曽於市旧末吉町～旧岩川町～旧松山町～志布志　都城便は1日3往復
  - 霧島市～曽於市～志布志（空港バス）　1日4往復
  - 鹿児島市～姶良市～霧島市～曽於市～志布志（急行）　1日2往復

### 道路

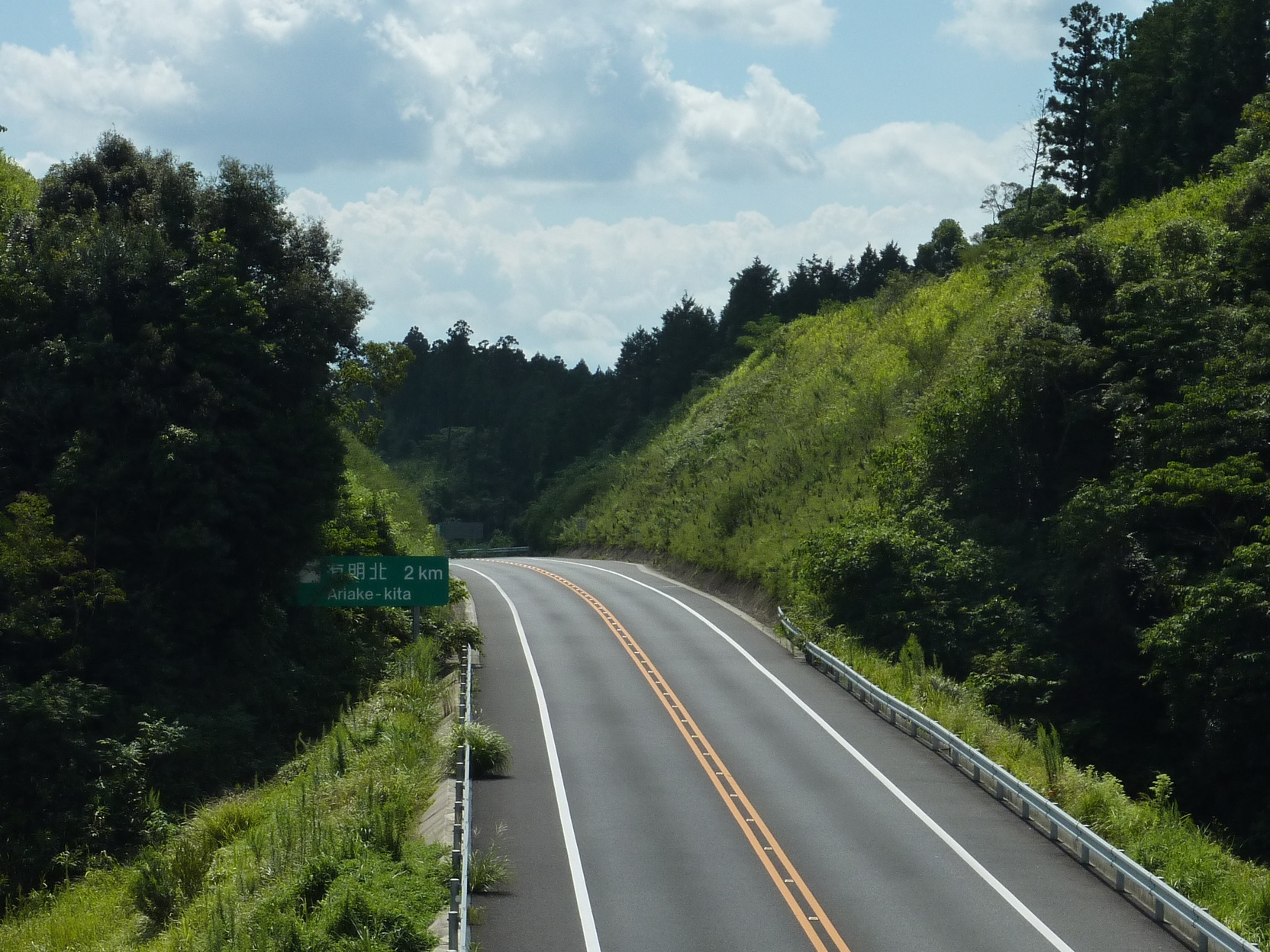
都城志布志道路

高速道路
- E78 東九州自動車道：夏井IC（建設中） - 志布志IC - 志布志有明IC

地域高規格道路
- 都城志布志道路（末吉松山有明道路 / 有明志布志道路）：松山IC - 有明北IC - 伊崎田IC - 有明東IC - 志布志IC - 志布志港IC

一般国道
- 国道220号（全域で国道448号が重複） - 市内の海岸沿いを横断する。
- 国道269号 - 鹿屋市と都城市を結ぶ路線であり、市域においては北西部の有明町山重を通過する。

県道
主要地方道は宮崎県道・鹿児島県道3号日南志布志線、鹿児島県道63号志布志福山線、鹿児島県道65号南之郷志布志線の3本が通じている。この中でも県道志布志福山線は霧島市方面への最短路として機能している。
一般県道では県道飯野松山都城線が都城市方面へのアクセス路線として機能している。

#### 道の駅
- 道の駅松山（市道飯野松山線…旧県道109号沿い）

### 航路
志布志港は中核国際港湾に指定されており、長距離フェリーや国際定期コンテナ航路が運航されている。
- フェリー
  - 商船三井さんふらわあ：大阪市 - 志布志市
- RO-RO船
  - マルエーフェリー：東京都 - 志布志市 - 那覇市

## 名所・旧跡・観光スポット・祭事・催事
- 志布志城跡（国の史跡）
- 枇榔島亜熱帯性植物群落（特別天然記念物）
- 志布志の大クス（国の天然記念物）
- 鉄道記念公園
- 陣岳国際の森
- 松山城址
- 蓬の郷
- 高下谷親水公園
- 香花園
- 大慈寺
- 宝満寺跡

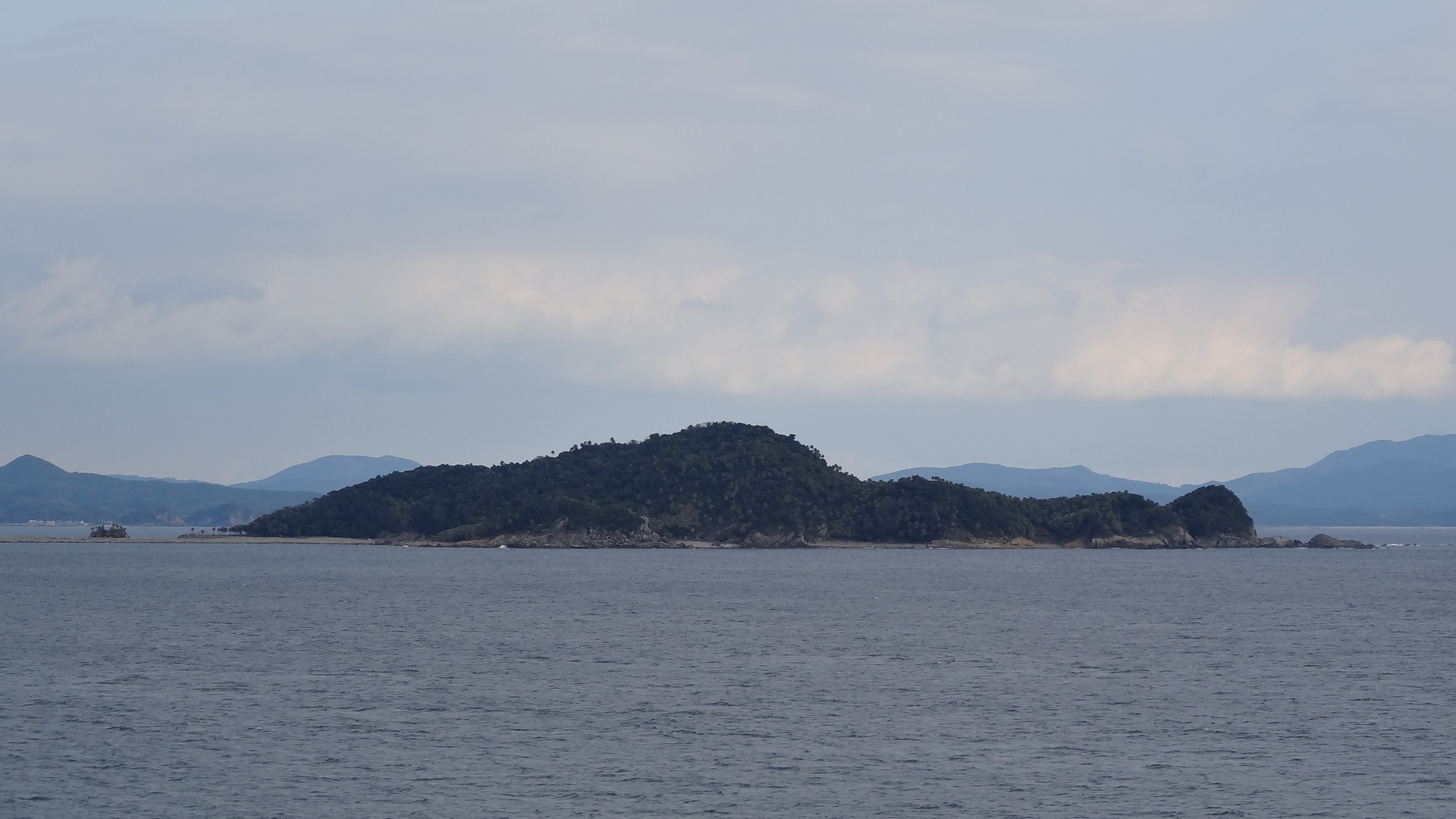
枇榔島

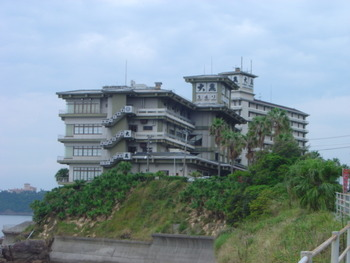
志布志大黒リゾートホテル

- 田ノ浦山宮神社のダゴ祭り（鹿児島県指定無形民俗文化財）
- 安楽山宮神社の春祭（鹿児島県指定無形民俗文化財）
- 御釈迦祭り　「毎年4月に行なわれ馬と踊り子が街を徘徊する」
- 志布志みなとまつり　「毎年7月に港で行なわれる大花火大会」
- 志布志イルミネーション　「毎年11月下旬～1月初旬の間、約12万球のイルミネーションが鉄道記念公園のSLや木々を彩る」
- ダグリ岬遊園地
- 志布志湾大黒イルカランド - 所在地は宮崎県串間市。志布志市との県境付近に2011年7月10日開業。志布志市の大黒グループによる運営。同社運営の「志布志湾大黒リゾートホテル」と近接している。

## 著名な出身者
- 綾小路きみまろ（漫談家）※旧松山町出身
- 小牧太（騎手）※旧有明町出身
- 小牧毅（調教師）※旧有明町出身
- 陣岳隆（大相撲力士、最高位小結）※旧志布志町出身
- 山口観弘（競泳選手）
- 千代丸一樹（大相撲力士）
- 千代鳳祐樹（大相撲力士、最高位小結）